# A Division 1970-1971 (Irlanda)
La stagione 1970-1971 è stata la cinquantesima edizione della League of Ireland, massimo livello del calcio irlandese.

## Classifica finale
|  | Pos. | Squadra         | Pt | G  | V  | N  | P  | GF | GS | DR  |
|  | ---- | --------------- | -- | -- | -- | -- | -- | -- | -- | --- |
|  | 1.   | Cork Hibernians | 35 | 26 | 12 | 11 | 3  | 38 | 17 | +21 |
|  | 2.   | Shamrock Rovers | 35 | 26 | 14 | 7  | 5  | 49 | 38 | +11 |
|  | 3.   | Waterford       | 34 | 26 | 13 | 8  | 5  | 49 | 34 | +15 |
|  | 4.   | Bohemians       | 33 | 26 | 12 | 9  | 5  | 38 | 25 | +13 |
|  | 5.   | Cork Celtic     | 31 | 26 | 11 | 9  | 6  | 44 | 27 | +17 |
|  | 6.   | Finn Harps      | 30 | 26 | 13 | 4  | 9  | 54 | 42 | +12 |
|  | 7.   | Limerick        | 28 | 26 | 10 | 8  | 8  | 36 | 31 | +5  |
|  | 8.   | Shelbourne      | 27 | 26 | 10 | 7  | 9  | 32 | 30 | +2  |
|  | 9.   | Dundalk         | 25 | 26 | 7  | 11 | 8  | 37 | 33 | +4  |
|  | 10.  | Athlone Town    | 21 | 26 | 8  | 5  | 13 | 35 | 43 | -8  |
|  | 11.  | Sligo Rovers    | 21 | 26 | 7  | 7  | 12 | 36 | 58 | -22 |
|  | 12.  | St Patrick's    | 17 | 26 | 5  | 7  | 14 | 34 | 55 | -21 |
|  | 13.  | Drogheda        | 16 | 26 | 6  | 4  | 16 | 27 | 46 | -19 |
|  | 14.  | Drumcondra      | 11 | 26 | 3  | 5  | 18 | 26 | 56 | -30 |

Legenda:

         Campione d'Irlanda 1970-1971 e qualificata in Coppa dei Campioni 1971-1972
         Vincitrice della FAI Cup e qualificata in Coppa delle Coppe 1971-1972 
         Qualificate in Coppa UEFA 1971-1972
Note:
Due punti a vittoria, uno a pareggio, zero a sconfitta.

## Risultati

### Spareggio per il titolo
| Dublino 25 aprile 1971 | Cork Hibernians | 3 – 1 | Shamrock Rovers | Dalymount Park |

## Statistiche

### Squadre
| Record - Maggior numero di vittorie: Shamrock Rovers (14) - Minor numero di sconfitte: Cork Hibernians (3) - Miglior attacco: Finn Harps (54) - Miglior difesa: Cork Hibernians (17) - Miglior media gol: Cork Hibernians (+21) - Maggior numero di pareggi: Cork Hibernians e Dundalk (11) - Minor numero di vittorie: Drumcondra (3) - Maggior numero di sconfitte: Drumcondra (18) - Peggiore attacco: Drumcondra (26) - Peggior difesa: Sligo Rovers (58) - Peggior differenza reti: Drumcondra (-30) |